# Banhu

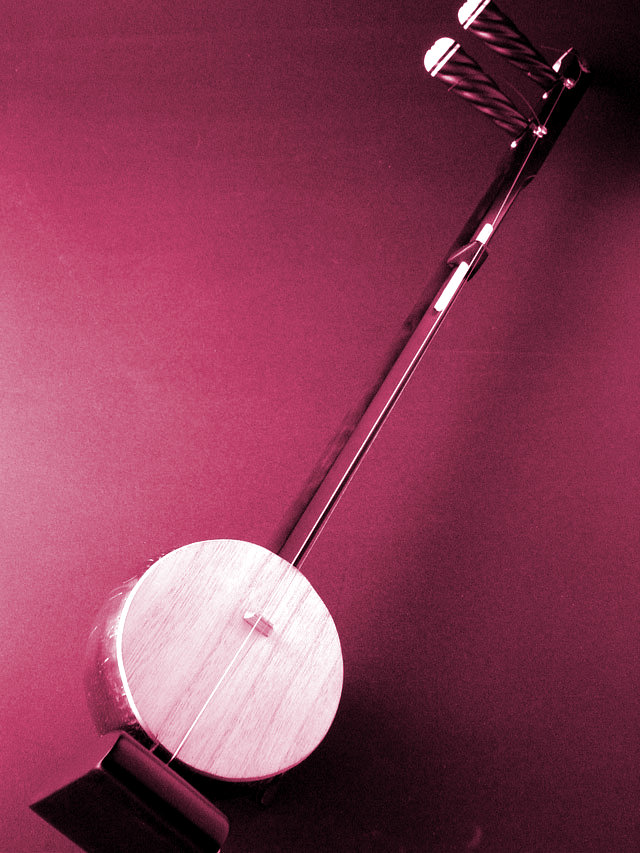
Un banhu

El banhu (板胡, pinyin: bǎnhú) es un instrumento de cuerda frotada con arco que pertenece a la familia del huqin. Pertenece a la tradición de China y se usa principalmente en el norte. En cuanto a su nombre, «ban» significa «tabla» y «hu» es la forma corta de «huqin», es decir, «violín chino».
Como sus parientes más conocidos, el erhu y el gaohu, el banhu tiene dos cuerdas, se sostiene de forma vertical y el arco pasa entre medio de ellas. Su construcción es diferente a la del erhu en cuanto a que su caja de resonancia está hecha con una cáscara de coco en vez de madera, y en vez de piel de serpiente se emplea una tabla de madera muy fina. Posee dos clavijas en la cabeza, ambas orientadas hacia el mismo lado. Su registro abarca más de dos octavas.
El banhu se suele llamar «banghu» porque suele usarse en la ópera bangzi del norte de China, como en la ópera qinqiang, oriunda de la provincia Shaanxi. Otro instrumento relacionado, el yehu, construido con una capa de coco y una tabla de madera, se emplea principalmente en el sur del país.